# Inxent
Inxent település Franciaországban, Pas-de-Calais megyében. Lakosainak száma 157 fő (2022. január 1.). Inxent Beussent, Bernieulles, Longvilliers, Montcavrel és Recques-sur-Course községekkel határos.

## Népesség
A település népességének változása:
| Lakosok száma | 174  | 167  | 169  | 162  | 162  | 161  | 160  | 158  | 157  |
|               | 2013 | 2015 | 2016 | 2017 | 2018 | 2019 | 2020 | 2021 | 2022 |